# Jermensko carstvo
Srednjevekovno Jermensko carstvo, poznato i kao Bagratidska Jermenija (jermenski: Բագրատունիների Թագավորություն Bagratunineri Tagavorutiun) bila je nezavisna država koju je ustanovio Ašot I tokom ranih 880-tih, nakon skoro dva veka strane dominacije šire Jermenije pod arapskim Omejidskim i Abisidskim vladarskim dinastijama.

## Bagratidska Armenija
Kako su dve susedne sile, Abasidsko arapsko carstvo i Vizantijsko carstvo, bile previše zauzete svojim odnosima, nisu obraćale požnju na pokoravanje odmetnutih jermenskih klanova pod upravom plemenskih vladara, naharara. Ašot I je to iskoristio kako bi im se nametnuo i poveo ih u proterivanje Arapa iz Jermenije. To mu je uspelo jer je bio podržavan i sa strane Vizantije, ali i od Arapa, kako bi ustanovio tampon-zonu između ova dva carstva. Abasidi su priznali Ašota kao „kneza nad kneževima” 862. godine, a 884. ili 885. kao kralja Armenije, što je priznao i Vizantija 886. godine. Ašot je osnovao novu prestolnicu Jermenije, Ani (danas u Turskoj), koja je postala uspešno privredno i kulturno središte. Ani je na vrhuncu moći imao oko 200.000 stanovnika i po predanju „hiljadu i jednu crkvu”.
Osnivanje Bagratidske Jermenije doveo je do osnivanja drugih jermenskih kneževina i kraljevina kao što su Lori-Tašir, Taron, Vaspurakan, Kars, Hačen i Sjunik. Jedinstvo ovih krajeva je bilo teško održivo, jer su i Vizantinci i Arapi iskorištavali njihove sukobe za ostvarivanje osobnih ciljeva.
Feudalna Bagratidska Jermenija je u 9. veku uživala kratkotrajni kulturni, politički i privredni preporod. U drugoj polovini 10. veka usledilo je opadanje kraljevstva i na kraju njegov slom početkom 11. veka. Kako je vizantijski car Vasilije II bio uspešan u osvajanju jugozapadnih krajeva Jermenije, kralj Hovhan-Smabt je bio primoran da preda i ostatak zemlje, što je i učinio u svojoj oporuci. Nakon njegove smrti 1041. godine, njegov naslednik Gagik II odbio je preda vlast Vizantiji i nastavio je otpor sve do 1045. godine, kada je ipak Jermensko kraljevstvo, oslabljeno unutarnjim i spoljašnjim pretnjama, pripalo Vizantijskom Carstvu.

## Nezavisna jermenska kraljevstva
Vizantijsko carstvo osvaja Jermeniju 1045. godine, ali je već nakon bitke kod Mancikerta 1071. godine osvajaju Turci Seldžuci. Kako bi izbegao sudbinu njegovog rođaka, bagratidskog kralja Gagika II, vladara Anija, Rupen sa svojim vojnicima beži u planine Taurusa i kasnije u Kilikiju gde je osnovao Kilikijsko Jermensko kraljevstvo.
Kilikijsko kraljevstvo je bilo veliki saveznik krstašima i predstavljalo se bastionom hrišćanstva na Istoku. Verodostojnost među Jermencima je dobilo prenosom katolikosa (verskog središta Armenske apostolske crkve) u Kilikiju.
Slabljenjem Seldžučkog carstva početkom 12. veka, jermenski kneževi dinastije Zakarida su osnovali Zakaridsku Jermeniju na području severne i istočne Jermenije. Ova Jermenija je opstala kao nezavisna kneževina koja je priznavala vlast najpre Seldžuka, potom Gruzijskog kraljevstva, Azerbejdžanskih Ildizugida i Horezmijskog carstva. Plemićka porodica Orbelijan je delila kontrolu nad ovom Jermenijom sa vladarskom dinastijom Zakarida, posebno u pokrajinama Sjunik i Vajoc Džor. Propala je nakon Mongolske invazije 1230-ih, nakon koje su usledile invazije drugih srednjeazijskih kraljevstava (Kara Kojunlu, Timuridsko carstvo i Ak Kojunlu).
Kilikijska Jermenija je najpre Mongole učinila svojim saveznicima, ali nakon što su ovi prešli na islam podlegli su napadima Mameluka iz Egipta i konačno propala 1375. godine.
Godine 1454, Otomansko carstvo i Safavidska Persija su podeli jermenska područja.

## Literatura
- Hovannisian, Richard G. (ed.) The Armenian People from Ancient to Modern Times, Volume I, The Dynastic Periods: From Antiquity to the Fourteenth Century. New York: Palgrave Macmillan. 1997. ISBN 978-0-312-10169-5..
- Grousset, René.  Histoire de l'Arménie: des origines à 1071. Paris: Payot. 1947.. (језик: француски)
- Ter-Ghevondyan, Aram N. Արաբական Ամիրայությունները Բագրատունյաց Հայաստանում (The Arab Emirates in Bagratuni Armenia). Yerevan, Armenian SSR: Armenian Academy of Sciences, 1965. (језик: јерменски)
- Toumanoff, Cyril. "Armenia and Georgia." Cambridge Medieval History. vol. vi: part 1. Cambridge: Cambridge University Press, 1966.
- Yuzbashyan, Karen. N. Армянские государства эпохи Багратидов и Византия, IX-XI вв (The Armenian State in the Bagratuni and Byzantine Period, 9th-11th centuries). Moscow, 1988. (језик: руски)
- Federal Research Division (2004). Armenia: A Country Study. Kessinger Publishing. ISBN 978-1-4191-0751-1.
- Cheynet, Jean-Claude (2006). „L’expansion byzantine durant la dynastie macédonienne (867-1057)” [Byzantine Expansion During the Macedonian Dynasty (867-1057)]. Le monde byzantin : L’Empire byzantin (641-1204) [The Byzantine World: The Byzantine Empire (641-1204)]. Nouvelle Clio — L’histoire et ses problèmes (на језику: француски). 4. Paris. стр. 23—42. ISBN 978-2-13-052007-8.
- Cowe, S. Peter (2000). „Relations Between the Kingdoms of Vaspurakan and Ani”. Armenian Van/Vaspourakan. Costa Meza: Mazda. стр. 73-85. ISBN 9781568591308.
- Donabédian, Patrick; Thierry, Jean-Michel (1987). Les arts arméniens [The Armenian Arts] (на језику: француски). Paris: Éditions Mazenod. ISBN 978-2-85088-017-9.
- Dorfman-Lazarev, Igor (2004). Arméniens et Byzantins à l’époque de Photius : Deux débats théologiques après le triomphe de l’orthodoxie [Armenians and Byzantines in the Time of Photius: Two Theological Debates After the Triumph of the Orthodoxy] (на језику: француски). Louvain: Peeters Publishers. ISBN 978-90-429-1412-4.
- Durand, Jannic (2007). „Reliquaires et orfèvrerie liturgique” [Reliquaries and Liturgical Goldsmithery]. Armenia sacra — Mémoire chrétienne des Arméniens (IVe ‑ XVIIIe siècle) [Sacred Armenia – Christian Memory of Armenians (4th - 18th Centuries)] (на језику: француски). Paris: Somogy / Musée du Louvre. стр. 198—225. ISBN 978-2-7572-0066-7.
- Garsoïan, Nina (2004) [First published 1997]. „The Independent Kingdoms of Medieval Armenia”. Armenian People form Ancient to Modern Times, vol. I : The Dynastic Periods: From Antiquity to the Fourteenth Century. Palgrave Macmillan. ISBN 978-1403964212.
- Garsoïan, Nina (2007) [First published 1982]. „Indépendance retrouvée : royaume du Nord et royaume du Sud (IXe-XIe siècle) - Le royaume du Nord” [Independence Found: Northern Kingdom and Southern Kingdom (9th - 11th Century) - The Northern Kingdom]. Histoire du peuple arménien [History of the Armenian People] (на језику: француски). Toulouse. ISBN 978-2-7089-6874-5.
- Ghazarian, Jacob G. (2001). The Armenian Kingdom in Cilicia During the Crusades. UK: Routledge. ISBN 978-0-7007-1418-6.
- Grousset, René (2008) [First published 1947]. Histoire de l'Arménie des origines à 1071 [History of the Origins of Armenia until 1071] (на језику: француски). Paris. ISBN 978-2-228-88912-4.
- Manuk-Khaloyan, Armen (2013). „In the Cemetery of their Ancestors: The Royal Burial Tombs of the Bagratuni Kings of Greater Armenia (890-1073/79)”. Revue des Études Arméniennes. 35.
- Martin-Hisard, Bernadette (2007) [First published 1982]. „Domination arabe et libertés arméniennes (VIIe ‑ IXe siècle)” [Arab Domination and Armenian Freedom (8th-9th Century)]. Histoire du peuple arménien [History of the Armenian People] (на језику: француски). Toulouse. стр. 213—241. ISBN 978-2-7089-6874-5.
- Redgate, Anne Elizabeth (2000). The Armenians. The Peoples of Europe. Oxford: Blackwell Publishing. ISBN 978-0-631-22037-4.
- Thierry, Jean-Michel (2007) [First published 1982]. „Indépendance retrouvée : royaume du Nord et royaume du Sud (IXe-XIe siècle) - Le royaume du Sud : le Vaspourakan” [Independence Found: Northern Kingdom and Southern Kingdom (9th - 11th Century) - The Southern Kingdom: The Vaspurakan]. Histoire du peuple arménien [History of the Armenian People] (на језику: француски). Toulouse. ISBN 978-2-7089-6874-5.
- Toumanoff, Cyrille (1990). Les dynasties de la Caucasie chrétienne de l'Antiquité jusqu'au XIXe siècle : Tables généalogiques et chronologiques [The Dynasties of the Christian Caucasus of Antiquity Until the 19th Century: Genealogical and Chronological Tables] (на језику: француски). Rome. стр. 121, 129.